# París-Tours 1988
La París-Tours 1988 fou la 82a edició de la clàssica París-Tours. Es disputà el 9 d'octubre de 1988 i el vencedor final fou el neerlandès Peter Pieters de l'equip TVM-Van Schilt.

## Classificació general
|    | Ciclista                      | Equip                 | Temps      |
| -- | ----------------------------- | --------------------- | ---------- |
| 1  | Peter Pieters (NED)           | TVM-Van Schilt        | 8h 28' 44" |
| 2  | Jan Goessens (BEL)            | Lotto-Merckx          | m. t.      |
| 3  | Seán Kelly (IRL)              | KAS-Mavic             | m. t.      |
| 4  | Marnix Lameire (BEL)          | AD Renting            | m. t.      |
| 5  | Gino De Backer (BEL)          | AD Renting            | m. t.      |
| 6  | Eric Vanderaerden (BEL)       | Panasonic-Isostar     | m. t.      |
| 7  | Wilfried Peeters (BEL)        | Sigma Paints-Fina     | m. t.      |
| 8  | Corneille Daems (BEL)         | S.e.f.b.-Tonissteiner | m. t.      |
| 9  | Jean-Pierre Heynderickx (BEL) | Sigma Paints-Fina     | m. t.      |
| 10 | Hendrik Redant (BEL)          | Isoglass-Evs-Robland  | m. t.      |